# Funes (Italia)

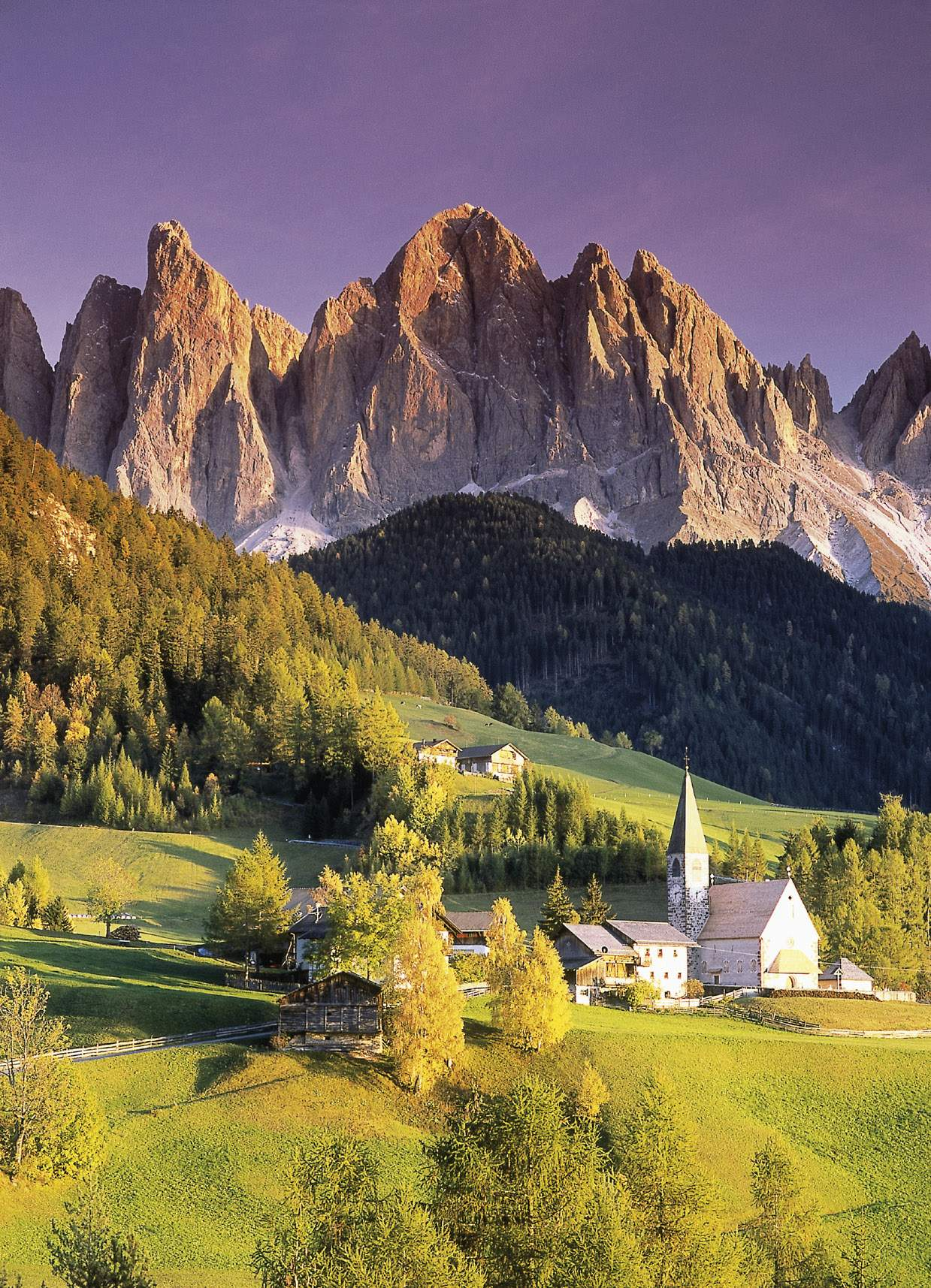
St. Magdalena (Funes-Villnöß).

Localización de Funes en la provincia de Bolzano.

Funes (en alemán Villnöß) es un municipio de 2.379 habitantes perteneciente a la Provincia Autónoma de Bolzano, y dentro de esta, al comprensorio Valle Isarco (Eisacktal).
El municipio de Funes se sitúa en el valle homónimo, a orillas del río Funes.

## Personalidades célebres
El escalador Reinhold Messner procede de este valle y es un ciudadano honorario del municipio. Es famoso por haber sido la primera persona del mundo en escalar las 14 cumbres de más de 8.000 metros. En la actualidad escribe libros y vive en el castillo de Juval, en el Val Venosta.

## Demografía
| Gráfica de evolución demográfica de Funes entre 1921 y 2001                  |
|                                                                              |
| Fuente: Istituto Nazionale di Statistica - Elaboración gráfica por Wikipedia |